# Верхний Курдюм
Верхний Курдюм — село в Саратовском районе Саратовской области России. С 1 января 2022 года входит в состав городского округа Саратова.

## Физико-географическая характеристика
Село расположено в юго-западной части Саратовского района, вблизи к посёлку Красный Октябрь, у истока реки Курдюм. Расстояние до административного центра села Михайловка — 10 км, до областного центра составляет 20 км. С областным центром Верхний Курдюм связан автодорогой с твёрдым покрытием.
Часовой пояс
Село Верхний Курдюм, как и вся Саратовская область, находится в часовой зоне МСК+1. Смещение применяемого времени относительно UTC составляет +4:00.
Уличная сеть
В селе Верхний Курдюм восемь улиц — Верхнекурдюмская, Горная, Михайловская, Мичуринская, Молодёжная, Первомайская, Песчаноуметская, Пионерская.

## Население
| 2002 | 2010 |
| ---- | ---- |
| 165  | ↗228 |

В селе на 1 января 2018 года проживало 233 человека, насчитывалось 67 домовладений.

## Инфраструктура
Село газифицировано, газоснабжение подведено к 76 абонентам. Всей социальной инфраструктурой жители села пользуются в близлежащем посёлке Красный Октябрь.

## Фотогалерея
- Виды села
- Вид на село
- Окраина села
- Окрестности села
- Улица Верхнекурдюмская
- Улица Мичуринская